# Donja Obreška
Donja Obreška je naseljeno mjesto u Republici Hrvatskoj u Zagrebačkoj županiji. 

## Zemljopis
Administrativno je u sastavu općine Kloštar Ivanić. Naselje se proteže na površini od 6,55 km².

## Stanovništvo
Prema popisu stanovništva iz 2001. godine u Donjoj Obreški živi 138 stanovnika i to u 47 kućanstava. Gustoća naseljenosti iznosi 21,07 st./km².
| broj stanovnika | 227   | 478   | 464   | 276   | 299   | 304   | 306   | 327   | 321   | 326   | 339   | 207   | 159   | 150   | 138   | 130   | 108   |
|                 | 1857. | 1869. | 1880. | 1890. | 1900. | 1910. | 1921. | 1931. | 1948. | 1953. | 1961. | 1971. | 1981. | 1991. | 2001. | 2011. | 2021. |